# Matana Roberts
Pour les articles homonymes, voir Roberts.
Matana Roberts, née en 1978 à Chicago, est une musicienne de jazz (saxophone alto, clarinette, chant), auteure et compositrice expérimentale américaine.
Elle est membre de l’Association for the Advancement of Creative Musicians (AACM).

## Biographie

### Enfance et formation
Matana Roberts est née en 1978 et a grandi à Chicago, dans le quartier de South Side.
C'est avec le système éducatif public de la ville qu'elle commence l'apprentissage de la musique à l'âge de 7 ans. Roberts y étudie alors le répertoire classique ; d'abord avec la clarinette, puis le violon et le basson. À 16 ans, elle apprivoise le saxophone et, en parallèle, suit des cours d'improvisation musicale avec le bassiste Reginald Willis (plus connu sous le nom de Reggie Willis). Elle s'expose dès lors rapidement sur de nombreuses scènes musicales de Chicago dans des concerts aux thèmes rock expérimental, R&B latino et jazz.

## Discographie
Comme soliste ou leader

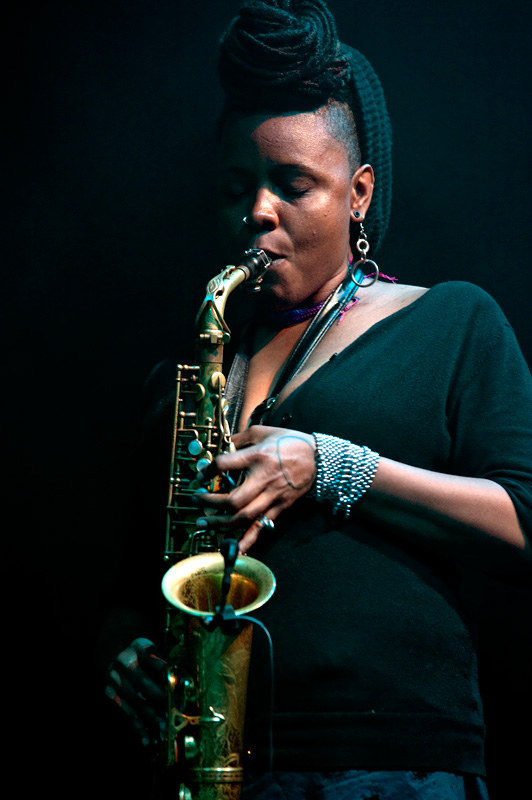
Matana Roberts au Moers Festival 2010

- Sticks and Stones (482 Music, 2002)
- Sticks and Stones, Shed Grace (Thrill Jockey, 2004)
- Lines for Lacy (self-release, 2006)
- The Calling (Utech, 2007)
- The Chicago Project (Central Control, 2008)
- Live in London (Central Control, 2011)
- Coin Coin Chapter One: Gens de couleur libres (Constellation, 2011)
- Coin Coin Chapter Two: Mississippi Moonchile (Constellation, 2013)
- Coin Coin Chapter Three: River Run Thee (Constellation, 2015)[4],[5] solo
- Always (Relative Pitch, 2015), solo
- Coin Coin Chapter Four: Memphis (Constellation, 2019)
- Coin Coin Chapter Five: In the Garden (Constellation, 2023)